# Matt Lanter
Matthew "Matt" Mackendree Lanter (1. travnja 1983.), američki glumac, bivša zvijezda reality showova i maneken. Televizijskoj je publici najpoznatiji po ulozi Liama Courta u "90210", a filmskoj po ulogama u filmovima "Sestrinstvo" i "Vampires Suck".